# Campeonato Mundial de Atletismo Sub-20 de 2016 - 5000 m masculino
A prova dos 5000 metros rasos masculino do Campeonato Mundial de Atletismo Sub-20 de 2016 ocorreu no dia 23 de julho em Bydgoszcz, na Polônia. 

## Recordes
Antes desta competição, os recordes mundiais e do campeonato nesta prova eram os seguintes:
|     | Nome            | Nacionalidade | Tempo    | Local     | Data                |
| --- | --------------- | ------------- | -------- | --------- | ------------------- |
| WJR | Hagos Gebrhiwet | Etiópia       | 12:47.53 | Paris     | 6 de junho de 2012  |
| CR  | Abreham Cherkos | Etiópia       | 13:08.57 | Bydgoszcz | 13 de julho de 2008 |
| WJL | Abadi Hadis     | Etiópia       | 13:02.49 | Xangai    | 14 de maio de 2016  |

## Medalhistas
| Ouro                 | Prata                   | Bronze              |
| Selemon Barega (ETH) | Jamal Abdi Dirieh (DJI) | Wesley Ladema (KEN) |

## Cronograma
Todos os horários são locais (UTC+1).
| Data        | Hora  | Evento |
| ----------- | ----- | ------ |
| 23 de julho | 18:45 | Final  |

## Resultado final

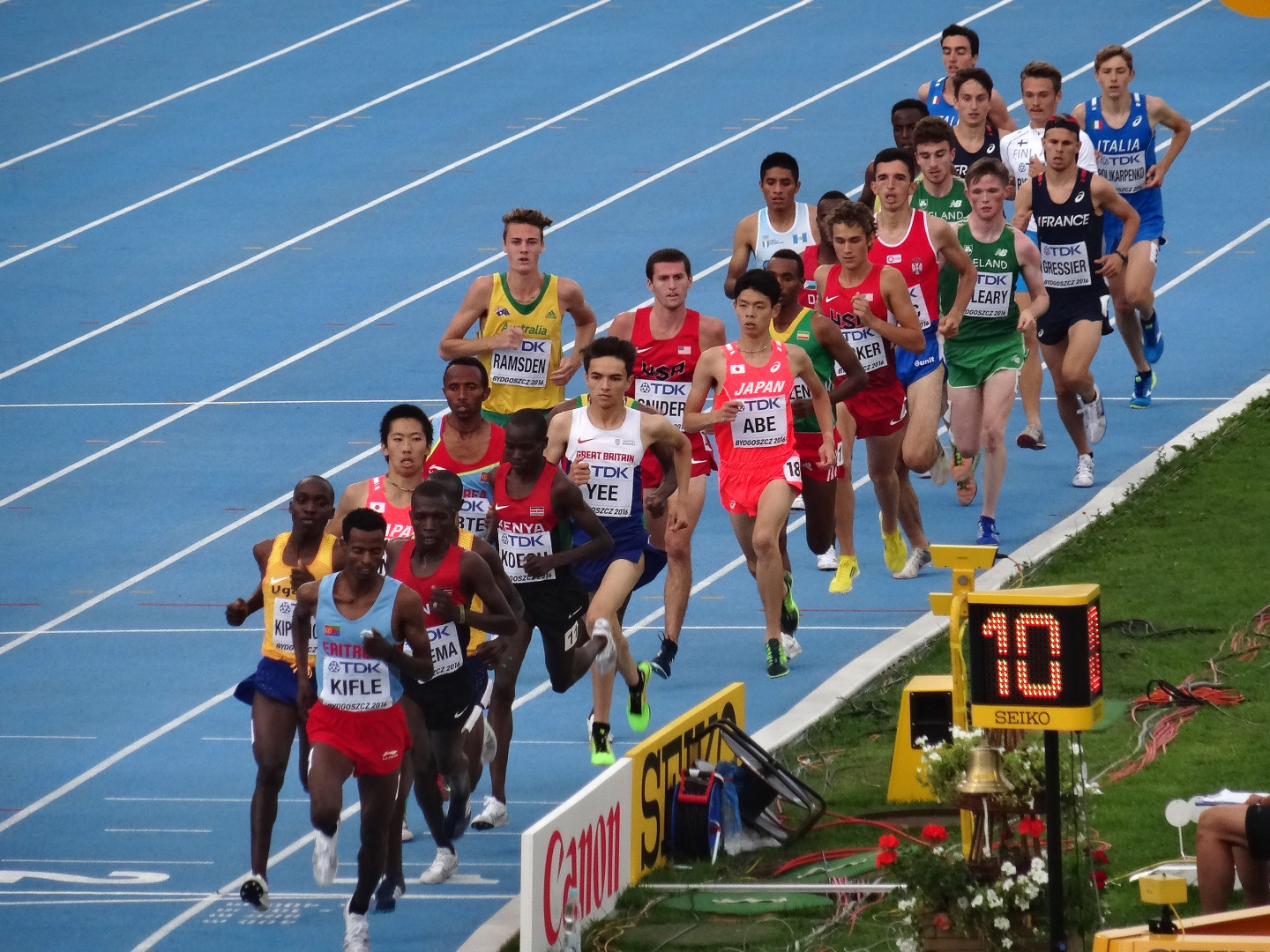
A corrida em curso

A prova final foi realizada no dia 23 de julho às 18:45.  
| Posição           | Atleta              | Nacionalidade  | Tempo    | Notas                |
| ----------------- | ------------------- | -------------- | -------- | -------------------- |
| Medalha de ouro   | Selemon Barega      | Etiópia        | 13:21.21 | Recorde pessoal      |
| Medalha de prata  | Jamal Abdi Dirieh   | Djibuti        | 13:21.50 | NJR                  |
| Medalha de bronze | Wesley Ladema       | Quênia         | 13:23.34 | Recorde pessoal      |
| 4                 | Yeneblo Biyazen     | Etiópia        | 13:28.41 | Recorde pessoal      |
| 5                 | Aron Kifle          | Eritreia       | 13:31.09 |                      |
| 6                 | Moses Koech         | Quênia         | 13:35.10 | Recorde da temporada |
| 7                 | Awit Habte          | Eritreia       | 13:50.60 |                      |
| 8                 | Elzan Bibić         | Sérvia         | 13:51.40 | NJR                  |
| 9                 | Alexander Yee       | Grã-Bretanha   | 13:52.01 | Recorde pessoal      |
| 10                | Jimmy Gressier      | França         | 13:55.07 | Recorde pessoal      |
| 11                | Mario Pacay         | Guatemala      | 13:55.90 | NJR                  |
| 12                | Martin Musau        | Uganda         | 13:58.30 | Recorde pessoal      |
| 13                | Hyuga Endo          | Japão          | 14:08.38 |                      |
| 14                | Suldan Hassan       | Suécia         | 14:15.22 |                      |
| 15                | Matthew Ramsden     | Austrália      | 14:15.35 |                      |
| 16                | Zachary Snider      | Estados Unidos | 14:15.89 |                      |
| 17                | Sergiy Polikarpenko | Itália         | 14:20.39 | Recorde pessoal      |
| 18                | Victor Kiplangat    | Uganda         | 14:21.22 |                      |
| 19                | Olin Hacker         | Estados Unidos | 14:23.33 | Recorde pessoal      |
| 20                | Hiroki Abe          | Japão          | 14:27.70 |                      |
| 21                | Fabien Palcau       | França         | 14:36.83 |                      |
| 22                | Pierre Murchan      | Irlanda        | 14:38.67 |                      |
| 23                | Robin Ryynänen      | Finlândia      | 14:46.28 | Recorde pessoal      |
| 24                | Dario De Caro       | Itália         | 14:48.82 |                      |
| 25                | Jack O'Leary        | Irlanda        | 14:50.67 | Recorde pessoal      |
| 26                | Thiery Ndikumwenayo | Burundi        | DNS      |                      |

Legenda
| Recorde mundial       | Recorde mundial (World record)               |                       | Recorde africano                      | Recorde africano (African) |                                           | Q | Classificado por posição (Qualified) |
| Recorde do campeonato | Recorde do campeonato (Championship record)  | Recorde da América    | Recorde da América (Americas)         | q                          | Classificado por melhor tempo (Qualified) |   |                                      |
| Melhor marca do ano   | Melhor marca do ano (World leading)          | Recorde asiático      | Recorde asiático (Asian)              | DNS                        | Não largou (Did not start)                |   |                                      |
| Recorde nacional      | Recorde nacional (National record)           | Recorde europeu       | Recorde europeu (European)            | DNF                        | Não terminou (Did not finish)             |   |                                      |
| Recorde pessoal       | Recorde pessoal do atleta (Personal best)    | Recorde da Oceania    | Recorde da Oceania (Oceania)          | DSQ / DQ                   | Desclassificado (Disqualified)            |   |                                      |
| Recorde da temporada  | Recorde da temporada do atleta (Season best) | Recorde sul-americano | Recorde sul-americano (South America) | NM                         | Sem marca (No mark)                       |   |                                      |